# Ursus maritimus
El oso polar u oso blanco (Ursus maritimus) es una especie de mamífero carnívoro de la familia de los osos (Ursidae). Es junto con su pariente, el oso Kodiak (Ursus arctos middendorffi), uno de los carnívoros terrestres más grandes de la Tierra. Vive en el medio polar y zonas heladas del hemisferio norte. Es el único superdepredador del Ártico.
La Primera Sesión Científica sobre el Oso Polar de 1965 reportó una población de osos polares de entre 5000 y 19 000. La Unión Internacional para la Conservación de la Naturaleza estimó la cantidad de osos polares entre 22 000 y 27 000 en 1997 y reportaba entre 22 000 y 31 000 en 2021.

## Nombre y etimología

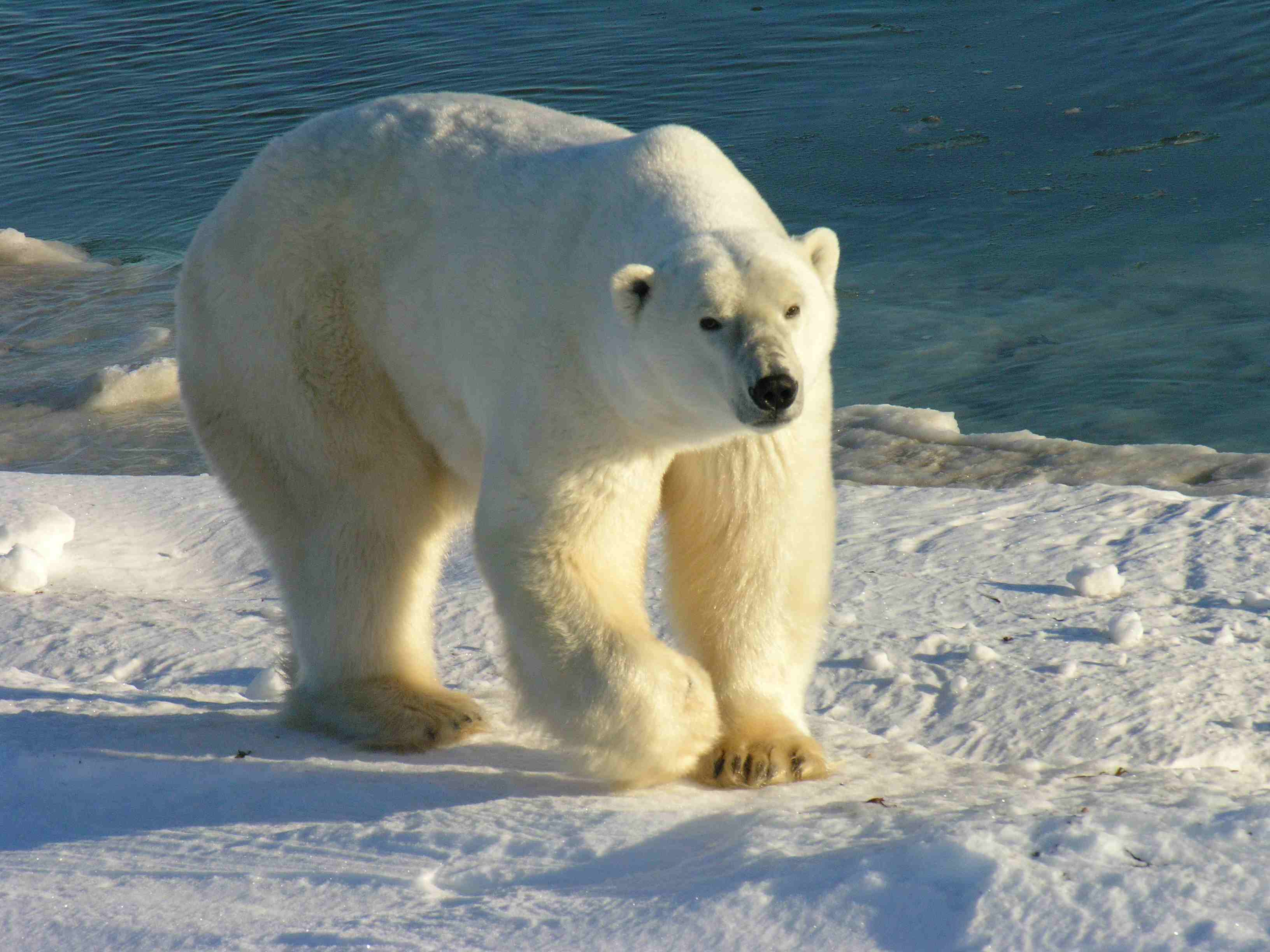
Oso polar (parque nacional de Wapusk, Manitoba, Canadá)

Constantine John Phipps fue el naturalista que describió en 1774 al oso polar como una especie distinta con el nombre científico de Ursus maritimus, del latín «oso marítimo», debido al hábitat nativo de este animal. Los inuit se refieren a este animal como nanook transliterado como nanuq en iñupiaq.

## Descripción

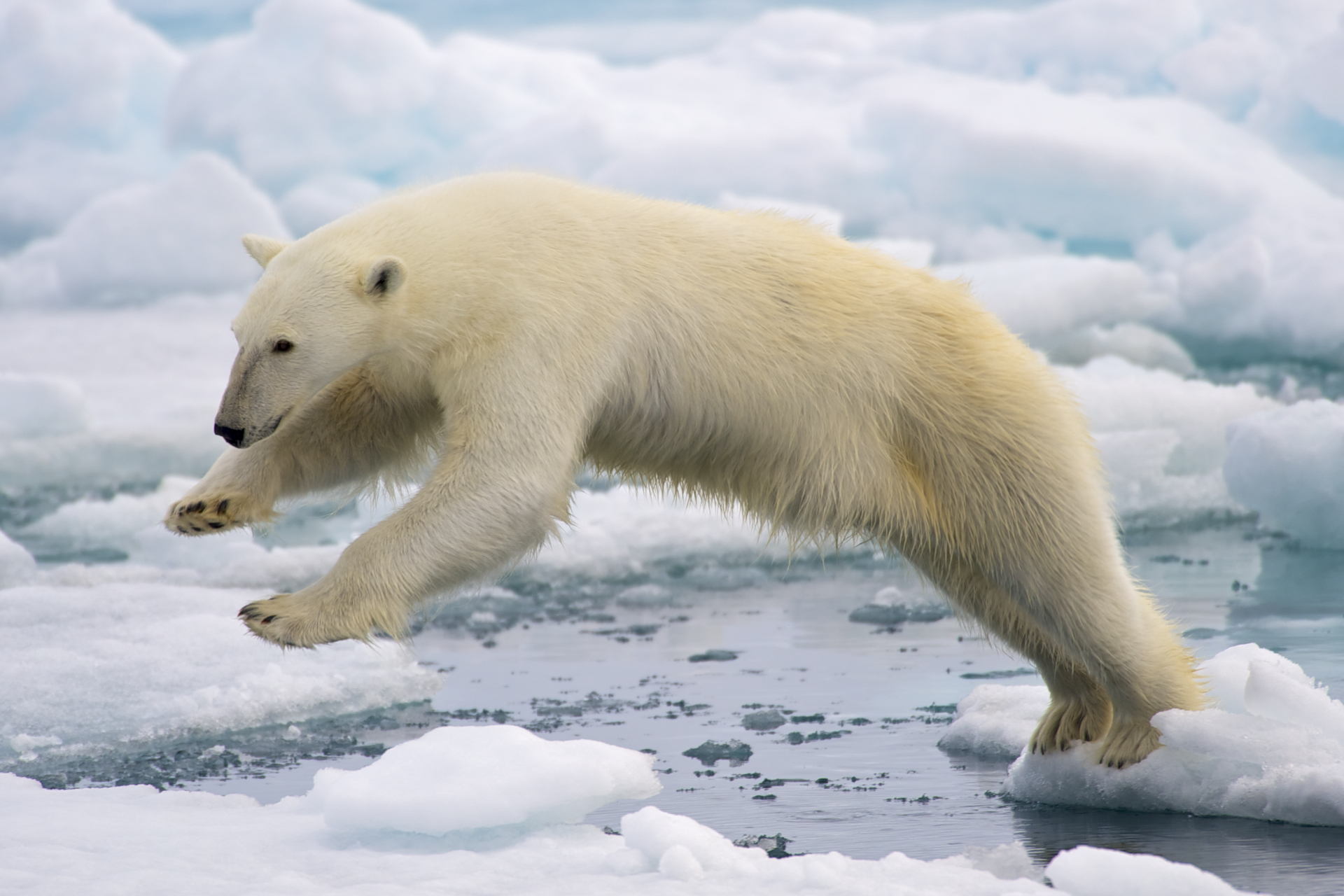
Oso polar saltando en la banquisa o hielo oceánico, al norte de las islas Svalbard, en Noruega

El oso polar presenta un perfil más alargado que el de otros osos y las patas más desarrolladas, tanto para caminar como para nadar largas distancias. Las orejas y la cola son muy reducidas, para mantener mejor el calor corporal, al igual que en muchos otros mamíferos árticos. En esto también colaboran una gruesa capa de grasa subcutánea y un denso pelaje, que en realidad no es blanco, sino translúcido, formado por miles de pelos huecos (que al estar llenos de aire, son un buen aislante térmico). Bajo el pelaje se encuentra la piel, que es negra para absorber mejor la radiación solar y aumentar así el calor corporal. La luz ordinaria se refleja sobre el pelaje, generando normalmente la falsa sensación de blancura. No obstante, en determinados momentos y lugares puede verse amarillenta o incluso parda clara. La pérdida del calor corporal se encuentra muy reducida, tanto por el pelaje y el color de la dermis como por el espeso panículo adiposo que se encuentra bajo la piel y que solo se adelgaza en la cabeza, especialmente en la nariz. Durante el verano estos osos adelgazan y al poseer unos músculos muy densamente vascularizados pueden irradiar el exceso de calor. Los osos polares del zoológico de Singapur se volvieron verdes en 2004 al crecer grandes cantidades de algas sobre ellos, algo que nunca hubiese sucedido en una zona más fría. Episodios similares, pero de menor importancia, se dieron también en San Diego (1979) y Chicago (2004).

Los machos adultos alcanzan normalmente pesos de entre 350 y 700 kg, aunque se conocen ejemplares excepcionalmente grandes que alcanzaron o incluso superaron los 1000 kg.[cita requerida] Las hembras suelen pesar alrededor de la mitad, entre 150 y 300 kg; sin embargo, en el tiempo en el que acumulan grasa antes de dar a luz, pueden pesar entre 350 y 500 kg. Los machos pueden medir entre 2,10 hasta 2,60 m de largo, mientras que las hembras rondan desde el 1,80 hasta los 2 metros.[cita requerida]

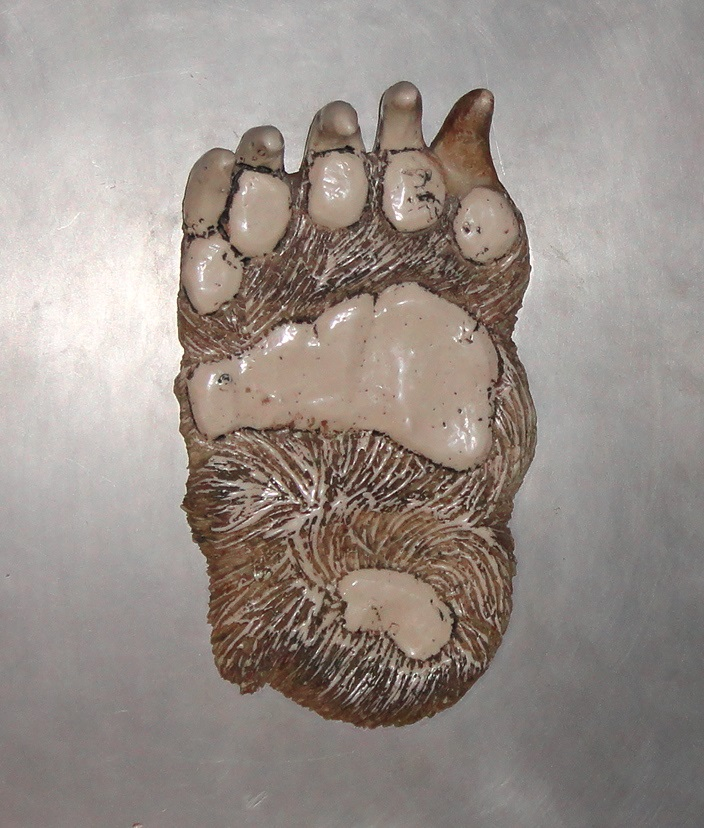
Modelo de huella de oso polar que se ubica en el Zoológico de Chapultepec, de la Ciudad de México.

El oso polar se desplaza caminando a una velocidad baja, a una media de unos 4,5 km/h, pero en recorridos cortos se desplaza mediante rápidos saltos, multiplica por diez esta velocidad y puede alcanzar los 46 km/h. Esta gran velocidad es la que usa para atrapar a las focas tumbadas en el hielo. Cuando el oso polar corre, mueve simultáneamente las dos patas del mismo lado del cuerpo.
Esta especie es la más carnívora de todos los osos, aunque ingieren una parte ínfima de vegetales durante el verano ártico en la tundra. Nadan con facilidad (a veces cientos de kilómetros), pero capturan a sus presas en tierra o sobre el hielo, siendo los depredadores dominantes de su hábitat. Las focas y otros mamíferos marinos, como la beluga, son capturadas cuando abren agujeros en el hielo para respirar. En verano rastrean el aire con su poderoso olfato, a la búsqueda de crías de foca resguardadas en cámaras bajo el hielo; más raramente se acercan a las colonias reproductivas de morsas, donde capturan ejemplares jóvenes o a las zonas de anidación de aves marinas, como los araos, para alimentarse de huevos y pollos. No hibernan y durante estos meses fríos suelen ser seguidos por decenas de zorros árticos que devoran las carroñas que dejan a su paso, pero nunca los atacan. Los hábitos de estos animales son casi siempre solitarios y son frecuentes las peleas entre machos para aparearse con las hembras y las peleas entre individuos de cualquier sexo para apoderarse de la comida. Por lo general las peleas se resuelven por horripilación; es decir: cuando un ejemplar disuade o intimida a otro haciendo notar su potencial fortaleza evidenciando su corpulencia. Tampoco parecen tener problemas con los lobos, siendo su único enemigo pluricelular importante los humanos.
Algunos ejemplares se acercan a áreas habitadas, donde roban pescado puesto a secar o rebuscan en la basura.

## Reproducción

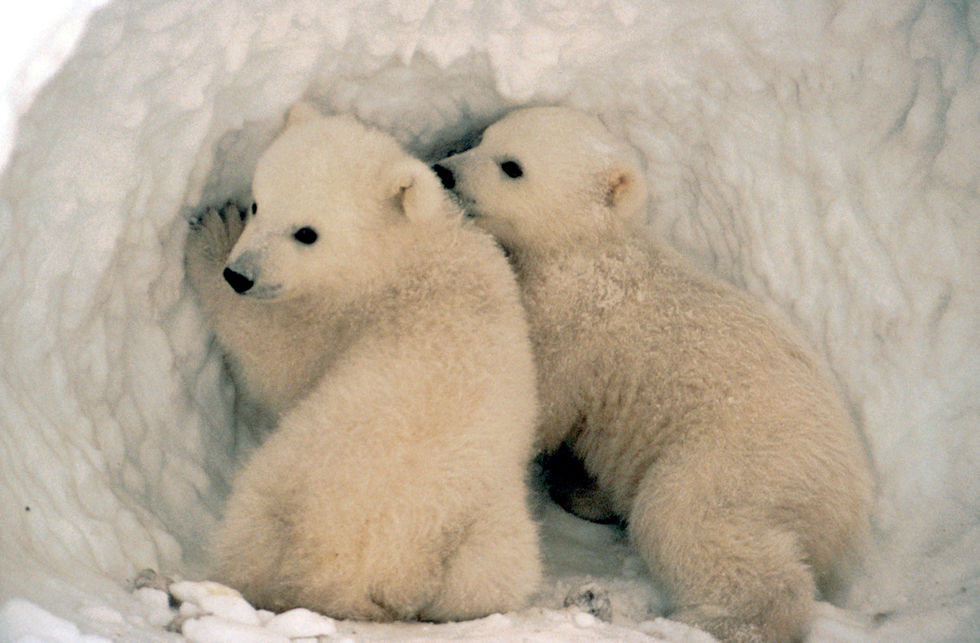
Crías de oso polar

El período de apareamiento (único momento en que los osos de ambos sexos se reúnen y tratan de forma amistosa) es entre abril y mayo, pero los óvulos no se fertilizan y comienzan a desarrollar hasta septiembre aproximadamente, en lo que se conoce como implantación diferida. Durante este tiempo, la hembra trata de almacenar la mayor cantidad de grasa posible.
Solo las hembras preñadas buscan refugio durante el invierno (aunque no hibernan), dando a luz una o dos crías durante el invierno en un refugio excavado en la nieve. El resto de los individuos siguen siendo activos a pesar de la oscuridad y frío extremo que reinan en el ambiente y vagabundean a la búsqueda de comida sobre la plataforma helada. Las madres no comen nada durante este periodo, sino que viven de la grasa que han acumulado en su cuerpo durante el invierno, mientras que los cachorros se alimentan de la leche materna. Esto ocasiona en las madres una fuerte pérdida de peso, que deben recuperar durante el verano.
Las crías nacen en octubre, tras una gestación sorprendentemente corta. Al nacer pesan unos 700 g, no tienen ningún diente, son ciegas y totalmente desvalidas. En el curso de cinco meses crecen rápidamente, de tal manera que al inicio del verano pueden seguir perfectamente a la madre. Pasan otros cinco meses junto a ella, aprendiendo a localizar comida y a resguardarse de los machos adultos, que en ocasiones matan y comen oseznos. Algunos llegan a convivir con su madre hasta los dos o tres años y medio de edad. Maduran sexualmente entre los tres y los cuatro años y pueden vivir un máximo de treinta.

## Distribución

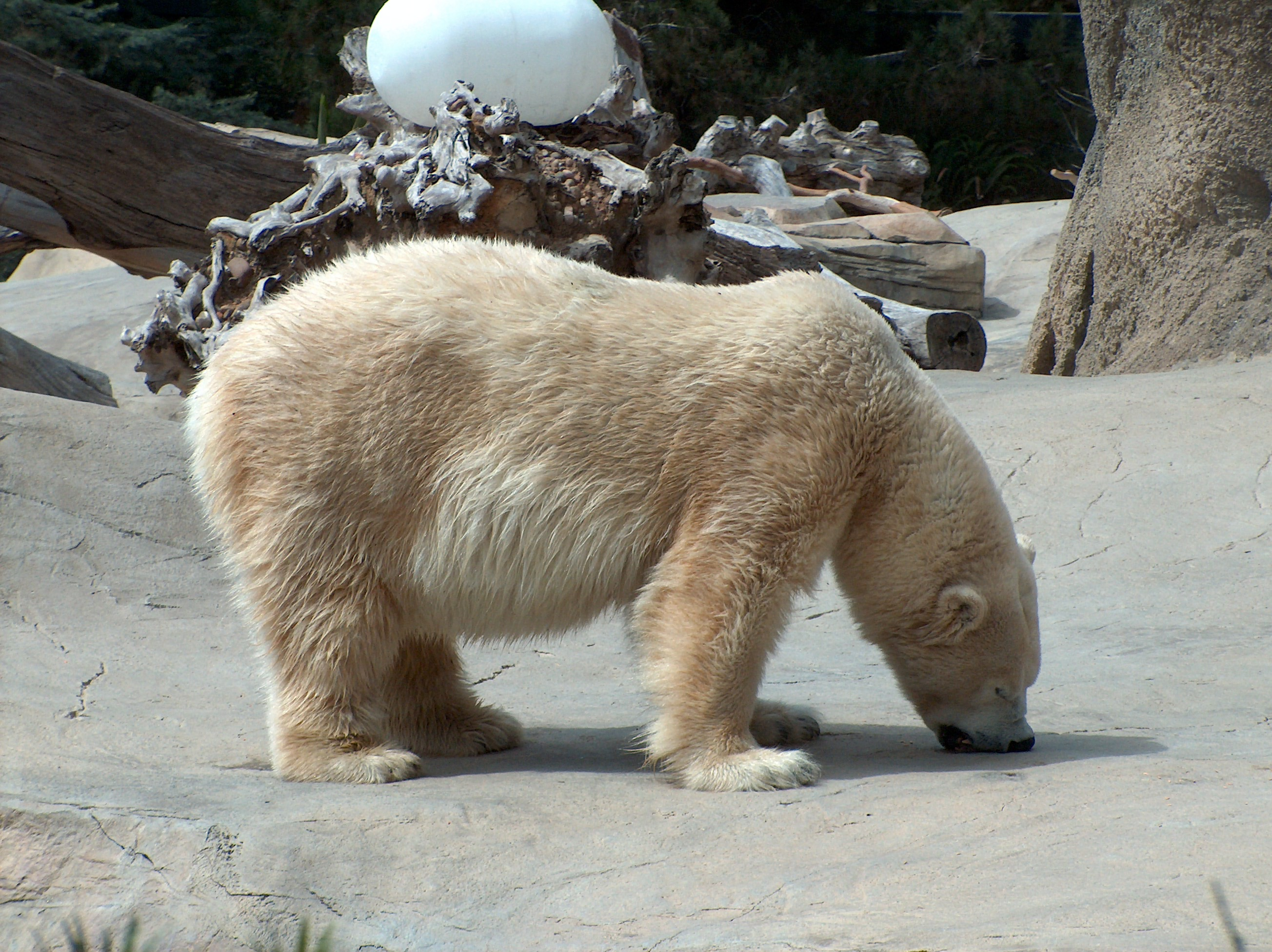
Oso polar del zoológico de San Diego, Estados Unidos

No existen subespecies auténticas de oso polar, debido al reciente origen de la especie (probablemente a finales del Pleistoceno) y la gran movilidad de sus individuos sobre los vastos campos de hielo, lo que reduce el aislamiento genético de estos. Aun así, los especialistas distinguen de un modo informal seis poblaciones mayores:
- Oeste de Alaska y la isla de Wrangel
- Norte de Alaska
- Canadá (60 % de los ejemplares mundiales)
- Groenlandia
- Svalbard-Tierra de Francisco José
- Norte de Rusia

## Alimentación
El oso polar se alimenta de muchos animales árticos. A pesar de todo, sus favoritas son las crías de focas, llegan a comer unos treinta kilos de comida al día y los cachorros un kilo. Los osos polares no toman agua, ya que en su ambiente es salada y ácida. Sacan los fluidos que necesitan de la sangre de sus presas. También se ha descubierto recientemente que pueden llegar a ser caníbales, en especial los machos, ya que si sufren demasiada hambre, no tienen problemas en comerse a otros osos en especial jóvenes o muertos generalmente. Entre sus presas se encuentran focas grises, focas comunes, focas de Groelandia, morsas, belugas, narvales, lemmings, alcas y cadáveres de ballenas varadas tanto adultas como crías. Y también en Groenlandia se les ha visto cazando crias de bueyes almizcleros y renos tanto en adultos y en crías.

## Taxonomía y evolución

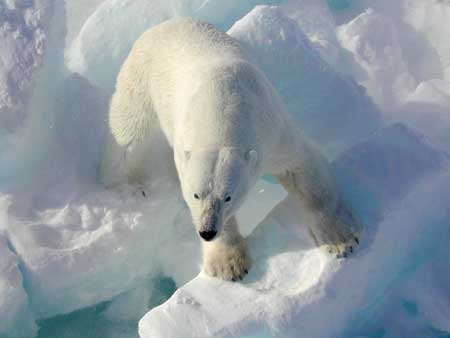
Los osos polares utilizan las placas de hielo como una plataforma para cazar focas. Los miembros largos y las garras gruesas, cortas y puntiagudas están adaptadas para este fin.

Se cree que la familia Ursidae se separó de los otros carnívoros hace aproximadamente treinta y ocho millones de años. La subfamilia Ursinae se originó hace unos 4,2 millones de años. Según la evidencia fósil y los análisis de ADN, hace solo 150 000 años ocurrió la divergencia de esta especie y el oso pardo. El fósil de oso polar más antiguo que se conoce data de hace aproximadamente 130 000 a 110 000 años y se halló en la isla Príncipe Carlos Forland, en 2004. Los fósiles muestran que hace entre 10 000 y 20 000 años, los molares del oso polar diferían significativamente de los del oso pardo. Es posible que la especie se haya originado a partir de una población aislada de osos pardos, sometida a una fuerte presión genética durante las glaciaciones del Pleistoceno.
Estudios genéticos realizados posteriormente muestran que incluso algunas poblaciones de oso pardo se encuentran más relacionadas con el oso polar que con otras de su misma especie; esto implica que el oso polar no cumple con algunas de las definiciones de especie. Adicionalmente, las dos especies pueden reproducirse y obtener híbridos fértiles (grolares), indicando su reciente divergencia y su similitud genética. Sin embargo, se consideran especies separadas porque ninguna de las dos especies puede sobrevivir a largo plazo en el nicho ecológico de la otra, tienen diferencias morfológicas y fenotípicas, metabolismo y comportamiento social distintos.
Cuando la especie fue descrita se identificaron dos subespecies: Ursus maritimus maritimus (Constantine J. Phipps en 1774) y Ursus maritimus marinus (Peter Simon Pallas en 1776). Estas subespecies actualmente no son válidas.
Se tiene registro de una subespecie fósil, Ursus maritimus tyrannus, que fue descendiente de Ursus arctos y se extinguió durante el Pleistoceno. Esta subespecie fue bastante más grande que la especie existente.
Un equipo internacional de investigadores descubrió en 2022 una población de osos polares genéticamente distinta al resto y asentada en el sureste de Groenlandia. Se cree que se debe a que esta población de osos ha estado aislada durante una gran periodo de tiempo. La investigación finalizará en el año 2023 y podrá hacerse un censo para saber cuántos osos polares hay en la zona.

## Estado de conservación

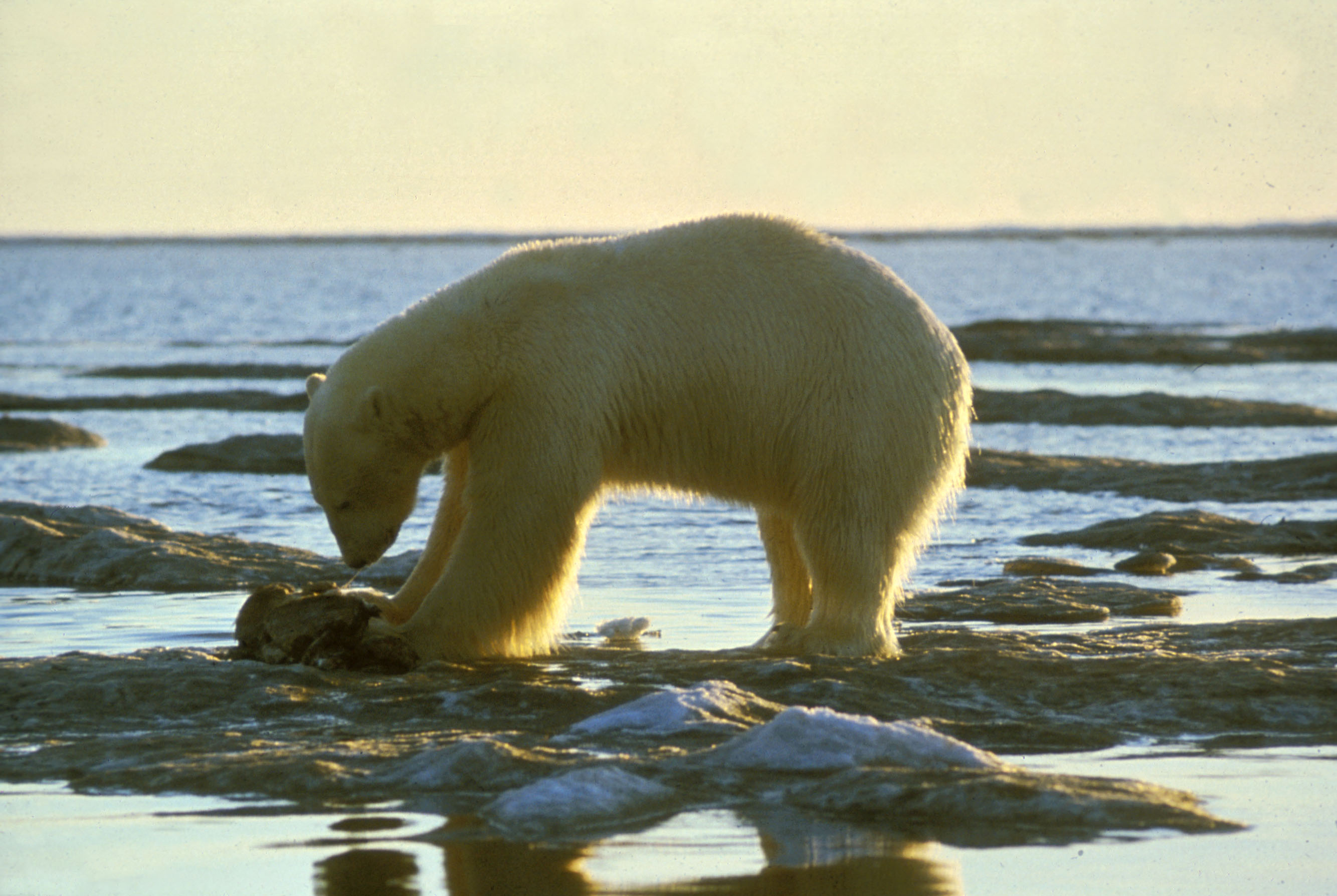
Oso polar en una costa sin hielo

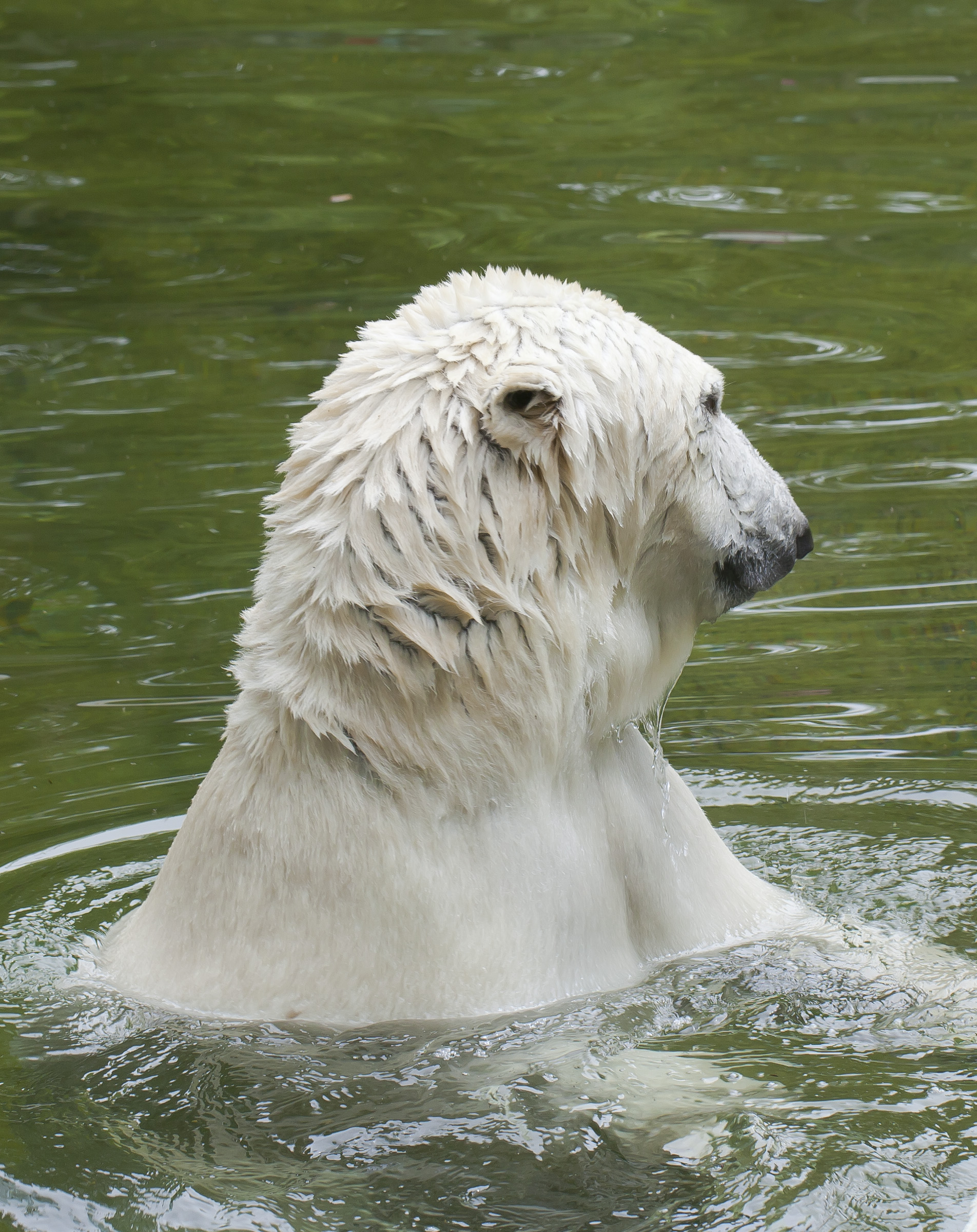
Detalle de la cabeza de un ejemplar de Ursus maritimus bañándose

Tradicionalmente, los osos polares fueron cazados por los esquimales y otros pueblos árticos, por su carne y piel, evitando ingerir el hígado, que por contener niveles extremadamente altos de retinol (forma de vitamina A encontrada en miembros del reino animal) resulta peligroso consumirlo para el ser humano.
Los colonos europeos comenzaron a matarlos también por deporte y para evitar sus incursiones en los poblados, donde podían robar comida o atacar a los animales domésticos. En raras ocasiones se dieron ataques contra humanos, aunque la gran mayoría de éstos fue obra de animales heridos previamente por los propios hombres.
La UICN considera que el número de osos polares se ha reducido en al menos un 30% en los últimos 45 años. Para 2008 la población se calculaba entre 20 000 y 25 000 individuos. Hasta hace algunos años, los osos polares se cazaban desde embarcaciones de motor, avionetas e incluso helicópteros. Esta caza masiva puso la especie al borde de la extinción, por lo que acabó prohibiéndose en ciertos países como Rusia y Noruega y regulándose en los demás. En Canadá, país que presenta la mayor parte de la población mundial de osos polares, se permite a los inuit cazar un cierto número de ejemplares. De igual manera, en 2010 se autorizó a las poblaciones indígenas de Estados Unidos y Rusia mediante un acuerdo entre ambos países una cuota anual de 29 ejemplares, cuota anulada recientemente por Rusia, que prohíbe totalmente la caza de osos polares en su territorio. También se persigue el uso de cebos envenenados para matar a los osos.
Aparte del hombre, el único animal que puede ser peligroso para el oso polar es la morsa, que puede herirlo de gravedad con sus colmillos.
Las amenazas más modernas las constituyen la acumulación de contaminantes en el hielo y atmósfera árticos y el calentamiento que está afectando su ecosistema. Según estudios canadienses (2005)[cita requerida], el hielo de las zonas habitadas por estos animales se está derritiendo hasta tres semanas antes que en la década de 1970, obligando al oso a retirarse a tierra firme sin haber completado sus reservas de grasa, que pierden durante el verano y el otoño en forma tan crítica que afecta la capacidad de las hembras para quedar preñadas y minan su capacidad de producir leche para alimentar a sus crías. Esto ha provocado una caída del 15% en la tasa de nacimientos.[cita requerida].